# Ledevaertkerk

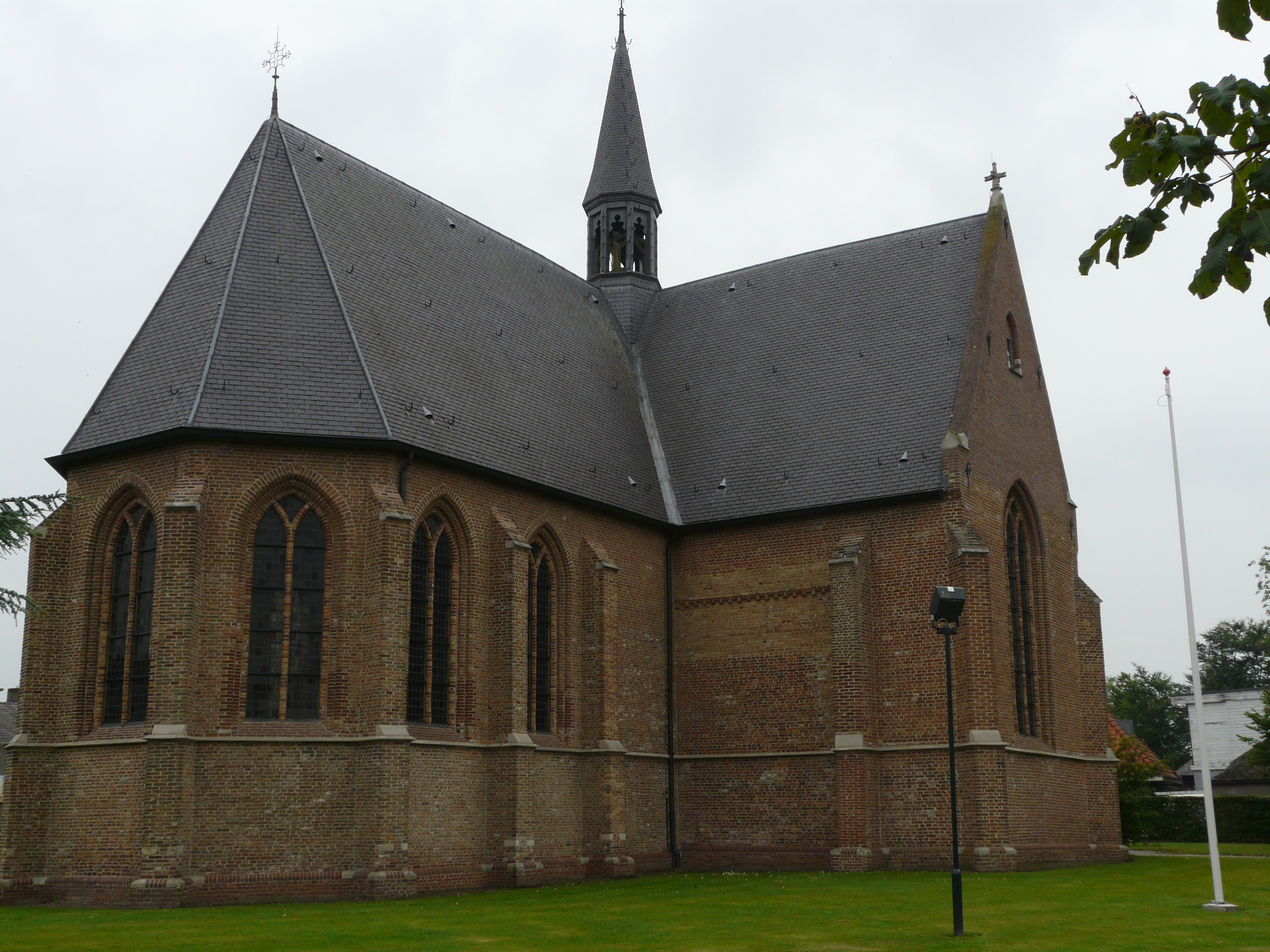
Ledevaertkerk

De Ledevaertkerk is een protestantse kerk in het oude centrum van Chaam in de Nederlandse provincie Noord-Brabant. Het bouwwerk werd in 1971 aangewezen als rijksmonument.
De kerk werd in de 15e en de 16e eeuw gebouwd, op de plaats van een oudere kapel. Het is een gotische kruiskerk. De kerk was destijds gewijd aan Sint-Antonius Abt. Na de reformatie werd de kerk door de protestanten overgenomen, hoewel zij alleen het koor en het transept voor hun diensten gebruikten. De huidige preekstoel werd in 1648 geplaatst. In 1815 kreeg de kerk een orgel.
Op 28 oktober 1944 trok de Duitse bezetter zich terug uit Chaam en blies daarbij de kerktorens en de molen van het dorp op. Dit lot trof ook de Ledevaertkerk, waarbij de toren boven op het schip viel. Alleen het transept en koor bleven gespaard. Na de oorlog werd de kerk gedeeltelijk gerestaureerd, waarbij één travee van het schip, het koor en het transept werden hersteld. Wegens geldgebrek kon de toren niet worden herbouwd.
De uit 1392 stammende luidklok heeft de verwoesting van de toren overleefd. Op de klok staat het randschrift "Ledevaert is miine naeme, miin luut si gode bequame: M:CCC:XCII" (Leonard is mijn naam, moge mijn geluid god welgevallig zijn: 1392). De naam Ledevaert op de klok werd in de jaren 1990 na een restauratie ook aan de kerk gegeven. Uit onderzoek in 2001 bleek echter dat hier oorspronkelijk Ledenaert had moeten staan. Bij het gieten van de mal was de letter N omgevallen. Ledenaert was de oud-Nederlandse naam voor de heilige Leonardus, die in de 15e eeuw in Brabant werd vereerd. Het kerkbestuur heeft besloten de gegeven naam voor de kerk te handhaven.
Naast de 17e-eeuwse eiken preekstoel staat er nog een koperen doopvont uit de 18e eeuw in de kerk.